# ارمینگن
ارمینگن (به فرانسوی: Oermingen) یک کمون در فرانسه با جمعیت ۱۱٬۲۴۷ نفر است که در Canton of Sarre-Union واقع شده‌است.